# Ковкий чугун
Ко́вкий чугу́н — условное название мягкого и вязкого чугуна, получаемого из белого чугуна отливкой и дальнейшей термической обработкой (ни один вид чугуна из-за хрупкости не поддаётся обработке давлением). Используется длительный отжиг, в результате которого происходит распад цементита с образованием графита, то есть процесс графитизации, и поэтому такой отжиг называют графитизирующим.
Ковкий чугун, как и серый, состоит из сталистой основы и содержит углерод в виде графита, однако графитовые включения в ковком чугуне иные, чем в обычном сером чугуне. Разница в том, что включения графита в ковком чугуне расположены в форме хлопьев, которые получаются при отжиге, и изолированы друг от друга, в результате чего металлическая основа менее разобщена, и чугун обладает некоторой вязкостью и пластичностью. Из-за своей хлопьевидной формы и способа получения (отжиг) графит в ковком чугуне часто называют углеродом отжига.
По составу белый чугун, подвергающийся отжигу на ковкий чугун, является доэвтектическим и имеет структуру ледебурит + цементит (вторичный) + перлит. Для получения структуры феррит + углерод отжига в процессе отжига должен быть разложен цементит ледебурита, вторичный цементит и цементит эвтектоидный, то есть входящий в перлит. Разложение цементита ледебурита и цементита вторичного (частично) происходит на первой стадии графитизации, которую проводят при температуре выше критической (950—1000 °С); разложение эвтектоидного цементита происходит на второй стадии графитизации, которую проводят путём выдержки при температуре ниже критической (740—720 °C), или при медленном охлаждении в интервале критических температур (760—720 °C).